# Paul Stewart (calciatore)
Paul Stewart (Manchester, 7 ottobre 1964) è un ex calciatore inglese, di ruolo centrocampista.

## Carriera

### Nazionale
Con la maglia della nazionale inglese, con cui giocherà tre partite, esordisce l'11 settembre 1991 contro la Germania (0-1).

## Palmarès

### Club

#### Competizioni nazionali
- Coppa d'Inghilterra: 1

Tottenham: 1990-1991